# Antoinette barones de Massy
Prinses Antoinette (Parijs, 28 december 1920 - Monte-Carlo, 18 maart 2011), barones van Massy, was de zus van prins Reinier III, prins van Monaco.

## Jeugd
Antoinette werd geboren als dochter uit een huwelijk tussen erfprinses Charlotte van Monaco en graaf Pierre de Polignac van het huis Chalençon-Polignac. Conform de Monegaskische wet moest haar vader afstand doen van zijn achternaam en zijn Franse titels en kreeg de naam en titels Pierre Grimaldi, prins Pierre van Monaco, hertog van Valentinois. Prinses Antoinette kreeg een jongere broer, de toekomstige prins Reinier.
Hoewel de vader van Antoinette geen Grimaldi van geboorte was, heeft hij zowel in politiek als cultureel opzicht veel voor Monaco betekend. In de jaren twintig was hij tijdens afwezigheid van prins Lodewijk II regent en hij voerde zo belangrijke economische hervormingen door. Bovendien herstelde hij het vertrouwen van de Monegasken in het vorstenhuis.
Het huwelijk van haar ouders was echter niet succesvol: in 1930 gingen ze uit elkaar en in 1933 scheidden zij. De jeugd van de kinderen was instabiel. De kinderen werden zes maanden per jaar door hun vader opgevoed en de andere zes maanden door hun moeder.
Omdat haar moeder haar recht op de troon in 1944 aan haar broer Reinier had afgestaan, volgde Reinier op 9 mei 1949 zijn grootvader Lodewijk II op als vorst van Monaco.

## Kinderen en huwelijk
Prinses Antoinette had lange tijd een relatie met Alexandre-Athenase Noghès (1916-1999), een Monegaskische advocaat en in de jaren veertig internationaal tenniskampioen. Zij huwden op 23 oktober 1951; Noghès werd door het huwelijk de wettige vader van de drie voor het huwelijk geboren kinderen; hij was waarschijnlijk ook de biologische vader. De kinderen – later ook voor de troonopvolging van het prinsdom erkend tot aan de dood van Antoinettes broer Reinier III in 2005 – zijn:
- Elizabeth-Ann de Massy (Noghès) (Monaco, 13 januari 1947 - aldaar, 10 juni 2020)
- Christian-Louis de Massy (Noghès) (Monaco, 17 januari 1949 - )
- Christine-Alix de Massy (Noghès) (Monaco, 8 juli 1951 - Nice, 15 februari 1989)

Noghès en prinses Antoinette scheidden in 1954. Prinses Antoinette kreeg al gauw een nieuwe vriend, de Monegask Jean-Charles Rey (1914-1994), met wie ze huwde in 1961 in Den Haag en van wie ze scheidde in 1974. In juli 1983 huwde ze de Britse balletdanser John Brian Gilpin (1930-1983), die zes weken later aan een hartaanval overleed.

## Politieke en culturele rol
Antoinette was impopulair omdat haar werd verweten dat ze complotten smeedde om haar broer ten val te brengen en aldus een van haar eigen nakomelingen op de troon te brengen – onder andere gestook om te beletten dat Reinier ooit zou kunnen trouwen en kinderen krijgen.
Jean-Charles Rey en prinses Antoinette beraamden een plan om Reinier III, inmiddels prins van Monaco, van de troon te stoten ten gunste van haar minderjarige zoon Christian, die zodoende in de toekomst de troon zou kunnen bestijgen. Zij zou hebben beweerd dat Reiniers verloofde de actrice Gisèle Pascal onvruchtbaar was; dit zou de aanleiding zijn geweest voor de verbreking van die verloving. Hoe dit zou hebben kunnen leiden tot de val van prins Reinier is niet duidelijk, dus de historiciteit van dit alles moet in twijfel worden getrokken. Overigens trouwde Gisèle Pascal later met de acteur Raymond Pellegrin en dit echtpaar kreeg in 1962 alsnog een kind, Pascale Pellegrin.
Het huwelijk van Reinier III met actrice Grace Kelly en de geboorte van hun kinderen prinses Caroline in 1957 en Albert in 1958 verbeterde de situatie niet. Prinses Antoinette werd verbannen van het hof, mede op aandringen van prinses Gracia. Prinses Antoinette ging wonen in Èze, een dorp aan zee buiten Monaco en zij hield zich hier bezig met een grote verzameling honden en katten. Pas na de dood van prinses Gracia was prinses Antoinette weer welkom aan het hof. Zij werd later voorzitster van de Société protectrice des animaux in Monaco.
Na de dood van Reinier III verloren prinses Antoinette en al haar nakomelingen hun successierechten op de Monegaskische troon, de vereenvoudigde troonsopvolging moest worden beperkt tot enkel de nakomelingen van Reinier III.

## Titels
- Prinses Antoinette van Monaco
- Barones van Massy
- (1920-1951) Hare doorluchtige hoogheid prinses Antoinette van Monaco.
- (1951-2011) Hare doorluchtige hoogheid prinses Antoinette van Monaco, barones van Massy.

## Trivia
- Het "parc Princesse-Antoinette" in La Condamine, een van de tien quartiers (wijken) van Monaco, werd naar haar vernoemd.
- Een biografie – Palace: My Life in the Royal Family of Monaco – werd in 1986 uitgebracht door haar zoon, baron Christian de Massy, en Charles Higham
- In de film Grace of Monaco met Nicole Kidman in de hoofdrol, speelt prinses Antoinette een prominente rol als boze schoonzus, welke rol werd vertolkt door Geraldine Somerville.